# DrugBank
O banco de dados DrugBank, disponibilizado pela Universidade de Alberta, é um recurso único de bioinformática e quimioinformática que combina dados químicos e farmacológicos detalhados a respeito de medicamentos, focando-se em registrar informações sobre sua substância ativa, como a sequência, estrutura química e via metabólica. O banco de dados contém aproximadamente 4.300 registros de drogas.